# Endacusta
Endacusta is een geslacht van rechtvleugeligen uit de familie krekels (Gryllidae). De wetenschappelijke naam van dit geslacht is voor het eerst geldig gepubliceerd in 1873 door Brunner von Wattenwyl.

## Soorten
Het geslacht Endacusta omvat de volgende soorten:
- Endacusta australis Saussure, 1878
- Endacusta cocoparae Otte & Alexander, 1983
- Endacusta eurimbula Otte & Alexander, 1983
- Endacusta irrorata Saussure, 1878
- Endacusta kirrimurra Otte & Alexander, 1983
- Endacusta koolpinya Otte & Alexander, 1983
- Endacusta koonaldia Otte & Alexander, 1983
- Endacusta lilla Otte & Alexander, 1983
- Endacusta major Chopard, 1951
- Endacusta minka Otte & Alexander, 1983
- Endacusta minor Chopard, 1951
- Endacusta paraboora Otte & Alexander, 1983
- Endacusta pardalis Walker, 1869
- Endacusta pindana Otte & Alexander, 1983
- Endacusta tibooburra Otte & Alexander, 1983
- Endacusta wollia Otte & Alexander, 1983
- Endacusta cycloptera Chopard, 1951
- Endacusta pilipennis Chopard, 1925